# Joan Enric Cárcel Ferrer
Joan Enric Cárcel Ferrer (Barcelona, 13 de juny de 1974), conegut com a Quique Cárcel, és un exfutbolista i dirigent esportiu català. És el director esportiu del Girona FC des de 2014.

## Carrera esportiva
Com a futbolista, va passar la seva carrera en clubs catalans i espanyols. Es va formar al planter del FC Barcelona, i jugava com a migcampista.
Quan va deixar el Barça l'estiu del 1996 es va enrolar al Cadis CF, club on va militar fins a l'any 2000. Va disputar la temporada 2000-01 de la Segona Divisió espanyola amb el CD Leganés. Posteriorment, va tornar al futbol català i va fitxar pel CE Sabadell, on va actuar el curs 2001-02. Al club on es va consolidar i va jugar més temporades va ser al CE L'Hospitalet , entitat en què va completar nou temporades com a jugador fins a la seva retirada el 2011. i tres més com a secretari tècnic.

## Carrera com a dirigent
Després de la seva retirada, va començar la seva carrera com a director esportiu a L'Hospitalet. Posteriorment, va ser nomenat director esportiu del Girona FC.

## Clubs

### Com a jugador
| Club              | Any       |
| ----------------- | --------- |
| FC Barcelona C    | 1995-1996 |
| Cadis CF          | 1996-2000 |
| CD Leganés        | 2000-2001 |
| C. E. Sabadell    | 2001-2002 |
| C.E. L'Hospitalet | 2002-2011 |

### Com a director esportiu
| Club               | Any          |
| ------------------ | ------------ |
| C. E. L'Hospitalet | 2011-2014    |
| Girona FC          | 2014-present |